# August Bernthsen
Heinrich August Bernthsen (né le 29 août 1855 à Krefeld, province de Rhénanie et mort le 26 novembre 1931 à Heidelberg, République de Bade) est un chimiste allemand. Au XXIe siècle, il est surtout connu en tant qu'ancien directeur de la recherche chez BASF.

## Biographie
Bernthsen a étudié la chimie à l'université de Heidelberg, où il a obtenu son diplôme en 1879. En 1883, il y devient professeur.
En 1887, il commence à travailler en industrie. Il est embauché en 1889 par BASF pour diriger ses programmes de recherche.
En 1919, il est nommé professeur émérite à l'université de Heidelberg, où il travaille sur la création des teintures, ainsi qu'en chimie physique. Plus tard, il travaillera sur la synthèse des teintures.
De 1922 à 1924, il devient président de la Bunsen-Gesellschaft für Physikalische Chemie.
Il est nommé docteur honoris causa de l'université technique de Berlin en 1925 et de l'université de Heidelberg en 1926.

## Ouvrages
- (de) Kurzes Lehrbuch der organischen Chemie, Braunschweig, 1887